# Copa Ibérica de rugby 2016
La Copa Ibérica de rugby de 2016 fue el acontecimiento deportivo que enfrentó el 15 de enero de 2017 a los campeones de las ligas de rugby de España y Portugal respectivamente.
En el caso de España, el ganador de la División de Honor de la temporada 2015/16 fue el club de Rugby El Salvador, que derrotó al Valladolid RAC en la final española por 23-24. En el caso de Portugal, el ganador del Campeonato Portugués de Rugby de la temporada 2015/16 fue el GD Direito, que derrotó al

## Partido

### CR El Salvador-GD Direito
| 37.ª Copa Ibérica; 15 de enero de 2017 | CR El Salvador | 27 - 22 | GD Direito | Campo nº1 de Pepe Rojo, Valladolid (Castilla y León)       |  |
|                                        |                |         |            | Asistencia: ~3 000 espectadores Árbitro(s): Mathieu Noirot |  |

### Desglose
| CR El Salvador 27 | CR El Salvador 27                                       | GD Direito 22                                           | GD Direito 22 |
| --- | ------------------------------------------------------- | ------------------------------------------------------- | --- |
| 15 de enero de 2017 Campo nº1 de Pepe Rojo (~3 000 espectadores) |                                                         |                                                         | |
| Leandro Wozniac | 1                                                       | 1                                                       | Francisco Bruno |
| Daniel Marrón | 2                                                       | 2                                                       | Duarte Diniz |
| Andrés Alvarado | 3                                                       | 3                                                       | Bruno Raposo 59' |
| 57' Fernando González | 4                                                       | 4                                                       | Luis Sousa |
| Michael Walker Fitton | 5                                                       | 5                                                       | Gonçalo Uva |
| Matthew Foulds | 6                                                       | 6                                                       | Vasco Mendes |
| Gerardo de la Llana | 7                                                       | 7                                                       | Salvador Palha |
| Joe Samuelu | 8                                                       | 8                                                       | Vasco Uva 57' |
| Juan Ramos | 9                                                       | 9                                                       | Pedro Leal |
| Hansie Graaff | 10                                                      | 10                                                      | Luis Salema |
| Jean Ives Zebango | 11                                                      | 11                                                      | Pedro Silveiro |
| Antoine Sánchez | 12                                                      | 12                                                      | José Luis Cabral |
| Johnathon Carter | 13                                                      | 13                                                      | Manuel Vilela |
| Raphael Blanco | 14                                                      | 14                                                      | José Vareta |
| Thomas Pearce | 15                                                      | 15                                                      | Nuno Sousa Guedes |
| Entrenadores |                                                         |                                                         | |
| Juan Carlos Pérez | DT                                                      | DT                                                      | Lino Tudela |
| Suplentes |                                                         |                                                         | |
| Maximiliano Vega · Manuel Serrano · Álvaro Torres · 57' Gonzalo Núñez · Jaime Mata · Alberto Díaz · Pablo Reneses · Gabriel Fernández                                                                              | 16 17 18 19 20 21 22 23                                 | 16 17 18 19 20 21 22 23                                 | Delfim Mamadou · Francisco Tavares · Joao Correia 59' · Joao Granate · Salvador Águas · Pedro Afra 57' · Joao Dias · Joao Silva                                              |
| Árbitro/s |                                                         |                                                         | |
| Mathieu Noirot |                                                         |                                                         | |
| Desarrollo |                                                         |                                                         | |
| Johannes Graaff (Pen.) 3:6 Joe Samuelu - 8:6 Johannes Graaff (Con.) 10:6 Johannes Graaff (Drop) 13:9 Ensayo de Castigo - 22:18 Johannes Graaff (Con.) - 22:20 Gonzalo Núñez - 22:25 Johannes Graaff (Pen.) - 22:27 | 10' 13' 16' 24' 34' 35' 39' 49' 50' 63' 68' 69' 77' 78' | 10' 13' 16' 24' 34' 35' 39' 49' 50' 63' 68' 69' 77' 78' | 0:3 - (Pen.) Nuno Sousa 0:6 - (Pen.) Nuno Sousa 10:9 - (Pen.) Nuno Sousa 13:12 - (Pen.) Nuno Sousa 17:13 - Manuel Vilela 19:13 - (Con.) Nuno Sousa 22:13 - (Pen.) Nuno Sousa |
| |                                                         |                                                         | |
| Ficha del partido |                                                         |                                                         | |

## Cobertura del evento
El evento fue publicitado en las páginas de las federaciones de rugby tanto de España como de Portugal. El partido fue cubierto en directo por CYLTV, quien la emitió tanto en su canal como por Internet a través de su página "emisionesdeportivas.com". El partido también fue transmitido en diferido el mismo día por Teledeporte, de RTVE, a las 16:00 horas (UTC+01).
Tras el evento la noticia fue recogida por la página de la Federación Española de Rugby.